# Hausmaler

Tazza decorata in monocromia da un hausmaler

## Descrizione e storia
Con il termine Hausmaler (letteralmente pittore in casa) erano indicati in Germania, nel tardo XVII secolo e nella prima metà del XVIII, quei Porzellanmaler, cioè pittori di porcellana, che non volevano essere vincolati da un contratto fisso con una fabbrica ed eseguivano il lavoro con un rapporto autonomo e nel proprio laboratorio. Questi decoratori lavoravano sulla porcellana bianca, prodotta a Hanau o a Francoforte. Fra questi si ricorda Ignaz Preissler.
I primi hausmaler decorarono maioliche in monocromia, fra il 1660 e il 1670, a Norimberga, in genere nei toni del violetto oppure del nero. Boccali finemente decorati in queste due tinte si diffusero in Germania e difficilmente erano distinguibili da quelli prodotti in fabbrica, in particolare a Francoforte. All'orafo e decoratore di Norimberga Johann Heel sono attribuite porcellane decorate in monocromia violetta, con fiori e con frutti. Ad Augusta si distinse Bartholomeus Seuter che apparteneva a una famiglia di incisori. Varie manifatture, in particolare Meissen, si servirono di questi decoratori esterni. Tuttavia alla fine del Settecento prevalse la scelta di concentrare in fabbrica tutti i cicli di produzione e venne proibito alle manifatture di far uscire pezzi di porcellana bianca: l'artigianato portato avanti dagli hausmaler declinò, fino a scomparire.